# Lista de episódios do Sítio do Picapau Amarelo (série animada)
Essa é a lista de episódios da série animada do Sítio do Picapau Amarelo, que estreou em 7 de janeiro de 2012 e encerrou em 26 de setembro de 2016.

## Lista de episódios
| Temporada | Temporada | Episódios | Exibição original: Rede Globo | Encerramento original: Rede Globo | Exibição original: Cartoon Network | Encerramento original: Cartoon Network |
| --------- | --------- | --------- | ----------------------------- | --------------------------------- | ---------------------------------- | -------------------------------------- |
|           | 1         | 26        | 7 de janeiro de 2012          | 14 de julho de 2012               | 15 de abril de 2012                | 10 de março de 2013                    |
|           | 2         | 26        | 10 de agosto de 2013          | 15 de fevereiro de 2014           | 5 de janeiro de 2014               | 22 de junho de 2014                    |
|           | 3         | 26        | Não Exibido                   | Não Exibido                       | 6 de julho de 2015                 | 26 de setembro de 2016                 |

### Temporada 1
Essa temporada deu início à série animada e foi baseada em Reinações de Narizinho.
| Episódio (série) | Episódio (temp.) | Título                                 | Escrito e dirigido por             | Exibição original                          |
| --- | ---------------- | -------------------------------------- | ---------------------------------- | ------------------------------------------ |
| 1 | 1                | "Um Lugar Diferente"                   | Rodrigo Castilho e Humberto Avelar | 7 de janeiro de 2012 15 de abril de 2012   |
| Um ambicioso vendedor itinerante de livros visita o Sítio do Picapau Amarelo. Mesmo com as tentativas de Dona Benta de esconder as coisas incomuns do lugar para o visitante, Emília acaba por entregar que é uma boneca falante e acaba sendo sequestrada. Agora Narizinho, Pedrinho, Visconde de Sabugosa, Dona Benta e Tia Nastácia precisam se juntar para salvar a boneca e desacreditar o vendedor.                                                                         |                  |                                        |                                    |                                            |
| 2 | 2                | "Um Grande Aventureiro"                | Rodrigo Castilho e Humberto Avelar | 14 de janeiro de 2012 22 de abril de 2012  |
| O Capitão dos Couraceiros confunde o nome de Pedrinho e passa a acreditar que ele é um aventureiro mundialmente famoso. Vaidoso, Pedrinho não desmente a história. Só que a situação sai do controle quando ele é forçado a demonstrar sua coragem de verdade, enfrentando a perigosa Cuca. |                  |                                        |                                    |                                            |
| 3 | 3                | "As Promessas do Rabicó"               | Rodrigo Castilho e Humberto Avelar | 21 de janeiro de 2012 29 de abril de 2012  |
| Narizinho impede o Rabicó de almoçar, e exige que o porquinho cumpra uma promessa que havia feito para ela. Desesperado, Rabicó pede ajuda aos seus amigos do Sítio, que também começam a cobrar por outras promessas. A situação vai crescendo, até chegar a um ponto insustentável para o porquinho. |                  |                                        |                                    |                                            |
| 4 | 4                | "O Bolo da Tia Nastácia"               | Rodrigo Castilho e Humberto Avelar | 28 de janeiro de 2012 6 de maio de 2012    |
| Emília sente inveja de Narizinho e Pedrinho ao perceber que não pode sentir o gosto das coisas, afinal, ela é uma boneca de pano. Furiosa por não poder compartilhar um bolo delicioso feito por Tia Nastácia, a boneca acaba o engolindo inteiro, sozinha. Ao perceber depois o erro que cometeu, Emília tenta fazer um novo bolo, antes que seja descoberta. |                  |                                        |                                    |                                            |
| 5 | 5                | "A Pílula do Doutor Caramujo"          | Rodrigo Castilho e Humberto Avelar | 4 de fevereiro de 2012 13 de maio de 2012  |
| Dona Benta conta ao Visconde como Emília aprendeu a falar - e, enquanto narra a história, relembra como os primeiros dias de vida da boneca foram estressantes para todo o Sítio. |                  |                                        |                                    |                                            |
| 6 | 6                | "A Princesa do Reino das Águas Claras" | Rodrigo Castilho e Humberto Avelar | 11 de fevereiro de 2012 20 de maio de 2012 |
| Narizinho é convidada pelo Príncipe Escamado a visitar o Reino das Águas Claras e, de quebra, se tornar uma princesa. Em troca, ela poderia desejar tudo o que quiser. Com um poder gigantesco em suas mãos, Narizinho pede uma série de coisas banais, o que irrita Emília. A boneca acaba por usurpar a nova habilidade de Narizinho, e é tomada por uma ambição desenfreada que acaba colocando sua amiga em perigo.                                                           |                  |                                        |                                    |                                            |
| 7 | 7                | "A Viagem de Dona Benta"               | Rodrigo Castilho e Humberto Avelar | 18 de fevereiro de 2012 27 de maio de 2012 |
| Após pedidos insistentes das crianças, Dona Benta é levada pelas crianças ao Reino das Águas Claras, durante o sono. Ao chegar, Dona Benta fica tão encantada que acaba se perdendo. Agora, Emília, Narizinho e Pedrinho terão que ir atrás dela. |                  |                                        |                                    |                                            |
| 8 | 8                | "A Pipa de Emília"                     | Rodrigo Castilho e Humberto Avelar | 25 de fevereiro de 2012 3 de junho de 2012 |
| Emília fica irritada com Narizinho e Pedrinho ao ouvir dos dois que, por ser uma boneca, ela não sabe fazer nada direito. Ela resolve, então, fazer uma pipa sozinha e mostrar aos amigos o seu grande talento escondido. |                  |                                        |                                    |                                            |
| 9 | 9                | "As Tarefas do Visconde"               | Rodrigo Castilho e Humberto Avelar | 3 de março de 2012 10 de junho de 2012     |
| Emília não se conforma em ver Visconde o tempo todo parado, apenas lendo livros e não ajudando nas tarefas cotidianas do sítio. A boneca, então, delega uma série de funções ao sabugo - e, sem perceber, o coloca em perigo. |                  |                                        |                                    |                                            |
| 10 | 10               | "A Fuga da Emília"                     | Rodrigo Castilho e Humberto Avelar | 10 de março de 2012 17 de junho de 2012    |
| Narizinho sempre esquece de convidar Emília para as suas aventuras. Zangada, Emília decide fugir do Sítio do Picapau Amarelo, em busca de uma nova dona que lhe dê atenção. |                  |                                        |                                    |                                            |
| 11 | 11               | "O Amigo Invisível"                    | Rodrigo Castilho e Humberto Avelar | 17 de março de 2012 24 de junho de 2012    |
| Dona Benta e Tia Nastácia impedem as crianças de brincar de coisas mais perigosas, o que deixa Emília, Narizinho e Pedrinho incomodados. Até que o trio conhece um garoto que é invisível e pode fazer o que quiser. Animados com a ideia, eles pedem para o tal garoto lhes ensinar como desaparecerem da visão dos adultos do sítio. |                  |                                        |                                    |                                            |
| 12 | 12               | "A História do Gato"                   | Rodrigo Castilho e Humberto Avelar | 24 de março de 2012 1 de julho de 2012     |
| Um gato misterioso surge no sítio, e encanta a todos com suas histórias fantasiosas e megalomaníacas de suas viagens pelo mundo. Visconde, no entanto, suspeita de que o gato seja um impostor e esteja planejando algo de mal para o sítio. |                  |                                        |                                    |                                            |
| 13 | 13               | "A Sorte da Emília"                    | Rodrigo Castilho e Humberto Avelar | 31 de março de 2012 8 de julho de 2012     |
| Após sofrer uma série de acidentes enquanto brincava com Pedrinho e Narizinho, Emília começa a acreditar que entrou em uma maré de azar. A boneca resolve pedir ao Doutor Caramujo um antídoto para a sua falta de sorte, mas acaba piorando a situação. |                  |                                        |                                    |                                            |
| 14 | 14               | "O Circo do Picapau Amarelo"           | Rodrigo Castilho e Humberto Avelar | 7 de abril de 2012 15 de julho de 2012     |
| As crianças montam um circo no sítio e Emília é a mais empolgada para apresentar o seu número. Mas, na hora de mostrar seu show a todos os seus amigos, a boneca descobre algo inusitado: ela é tímida no palco. Narizinho e Pedrinho, então, tentam ajudá-la a enfrentar o seu medo. |                  |                                        |                                    |                                            |
| 15 | 15               | "A Dieta do Rabicó"                    | Rodrigo Castilho e Humberto Avelar | 14 de abril de 2012 22 de julho de 2012    |
| Rabicó começa a acreditar que Tia Nastácia está lhe engordando para transformá-lo em almoço. Desesperado com uma morte iminente, o porco pede a Emília, Narizinho, Pedrinho e Visconde para lhe ajudar a fechar a boca e emagrecer o mais rápido possível. |                  |                                        |                                    |                                            |
| 16 | 16               | "O Feitiço do Visconde"                | Rodrigo Castilho e Humberto Avelar | 21 de abril de 2012 29 de julho de 2012    |
| Visconde sofre um mal súbito e acaba perdendo a memória. Acreditando que o sabugo passou mal de tanto ler, Emília, Pedrinho e Narizinho resolvem esconder todos os livros do sítio. Só que Visconde não aguenta a falta de sabedoria e procura obstinadamente por algo para ocupar sua cabeça - e, ao encontrar e devorar um livro de magias da Cuca, acaba se tornando um perigoso feiticeiro.                                                                                   |                  |                                        |                                    |                                            |
| 17 | 17               | "O Vestido Mais Bonito do Mundo"       | Rodrigo Castilho e Humberto Avelar | 28 de abril de 2012 5 de agosto de 2012    |
| Narizinho é presenteada pelo Príncipe das Águas Claras com um vestido criado pela Dona Aranha, que precisa criar um vestido lindo o bastante para se livrar de um antigo feitiço. Enciumada, Emília também pede um vestido, mas a peça de Narizinho fica tão linda que o feitiço da Dona Aranha acaba desfeito antes que ela possa cumprir sua palavra. A boneca fica desolada, e começa a alimentar uma obsessão pelo vestido de sua amiga.                                      |                  |                                        |                                    |                                            |
| 18 | 18               | "Os Carimbos da Emília"                | Rodrigo Castilho e Humberto Avelar | 5 de maio de 2012 12 de agosto de 2012     |
| Emília percebe que não tem seus próprios brinquedos, e pede ajuda para Dona Benta para que seus netos lhe dividam alguns dos deles. Pedrinho e Narizinho, de má vontade, acabam dando para a boneca apenas uma caixa de carimbos. Irritada por ter sido ignorada, Emília resolve se apossar de tudo o que estiver marcado pelos carimbos, e começa a marcar todo o sítio com o seu nome.                                                                                          |                  |                                        |                                    |                                            |
| 19 | 19               | "A Marquesa de Rabicó"                 | Rodrigo Castilho e Humberto Avelar | 19 de maio de 2012 19 de agosto 2012       |
| Para poder entrar no Grande Baile do Reino das Águas Claras, Emília forja um título de nobreza e se "casa" com o Marquês de Rabicó. |                  |                                        |                                    |                                            |
| 20 | 20               | "O Polvo de Estimação"                 | Rodrigo Castilho e Humberto Avelar | 2 de junho de 2012 26 de agosto 2012       |
| Emília se afeiçoa com um polvo que encontrou no Reino das Águas Claras e decide que ele vai se tornar seu bichinho de estimação, o levando com ela para o Sítio do Picapau Amarelo. No entanto, o polvo custa a se adaptar à vida em terra firme. |                  |                                        |                                    |                                            |
| 21 | 21               | "A Fábula de Tia Nastácia"             | Rodrigo Castilho e Humberto Avelar | 9 de junho de 2012 2 de setembro de 2012   |
| Narizinho inventa que Tia Nastácia vai se tornar princesa no dia em que encontrar um anel dentro de um peixe. As crianças resolvem colocar a história de Narizinho à prova, e colocam um anel dentro de um peixe que Nastácia estava preparando. O que elas não esperavam é que, na mesma noite, um homem surgisse no Sítio pedindo abrigo. As crianças começam a acreditar que a história é verdadeira e tentam impedir Tia Nastácia de ir embora do Sítio com o seu "príncipe". |                  |                                        |                                    |                                            |
| 22 | 22               | "O Roubo do Pirlimpimpim"              | Rodrigo Castilho e Humberto Avelar | 16 de junho de 2012 9 de setembro de 2012  |
| Narizinho, Pedrinho e Emília brigam para usar o Pó de Pirlimpimpim, pois cada um quer ir a um lugar diferente. Mas, quando os três descobrem que o saquinho com o pó que pode os levar a qualquer lugar foi roubado pela Cuca, a única alternativa que lhes resta é trabalharem juntos para recuperar o pó mágico. |                  |                                        |                                    |                                            |
| 23 | 23               | "A Fada do Sono"                       | Rodrigo Castilho e Humberto Avelar | 23 de junho de 2012 16 de setembro de 2012 |
| Narizinho e Emília fazem uma brincadeira com o Sapo Major do Reino das Águas Claras, que estava dormindo durante o trabalho. Ele acaba advertido pelo Príncipe Escamado na frente de todos. Sentindo-se humilhado, o sapo cria um plano para se vingar - e, de quebra, ganhar umas rosquinhas de coco. |                  |                                        |                                    |                                            |
| 24 | 24               | "A Língua das Formigas"                | Rodrigo Castilho e Humberto Avelar | 30 de junho de 2012 23 de setembro de 2012 |
| Emília inventa para Narizinho e Pedrinho que pode escutar tudo o que os insetos falam e pensam, e começa a atribuir aos animaizinhos da floresta várias mentiras. Irritados com a boneca, os insetos começam a perseguí-la e atormentá-la, até que a boneca ceda e fale a verdade para todos. |                  |                                        |                                    |                                            |
| 25 | 25               | "Uma Boneca Sem Paciência"             | Rodrigo Castilho e Humberto Avelar | 7 de julho de 2012 3 de março de 2013      |
| Dona Benta sempre diz que esperar é uma das grandes sabedorias da vida. Mas Emília não concorda! Acha que o mundo seria bem melhor sem este negócio de esperar. Por isso, decide que não vai esperar nunca mais. |                  |                                        |                                    |                                            |
| 26 | 26               | "O Outro Boneco"                       | Rodrigo Castilho e Humberto Avelar | 14 de julho de 2012 10 de março de 2013    |
| Pedrinho pede pra Tia Nastácia fazer um boneco igual a Emília, só que melhor. O menino quer um boneco mais rápido, mais forte e mais inteligente que a amiga. A boneca fica apavorada só de pensar em perder seu lugar no Sítio. |                  |                                        |                                    |                                            |

### 2ª Temporada (2013–14)
A segunda temporada do desenho estreou na Rede Globo em 10 de agosto de 2013 , com histórias inspiradas no livro O Saci. Além da inclusão de dois novos personagens - o Saci e o Tio Barnabé - , as vozes de Pedrinho e Narizinho foram trocadas: Vini Takahashi e Larissa Manoela deram lugar a Pedro Volpato e Luiza Telles Rosa (). As gravações de vozes para a segunda temporada da série animada começaram na metade de 2012.
| Episódio (série) | Episódio (temp.) | Título                                 | Escrito e dirigido por             | Exibição original                              |
| --- | ---------------- | -------------------------------------- | ---------------------------------- | ---------------------------------------------- |
| 27 | 1                | "O Saci"                               | Rodrigo Castilho e Humberto Avelar | 10 de agosto de 2013 5 de janeiro de 2014      |
| Tia Nastácia e Dona Benta começam a contar várias histórias sobre o Saci, até que Pedrinho resolve ir à floresta para tentar capturá-lo. O que o menino não esperava, no entanto, era que a figura travessa, que não é boba, já estaria preparada para a sua chegada com uma armadilha para o menino. |                  |                                        |                                    |                                                |
| 28 | 2                | "O Tratamento de Beleza da Cuca"       | Rodrigo Castilho e Humberto Avelar | 17 de agosto de 2013 12 de janeiro de 2014     |
| A esperta boneca de pano apronta uma com a cara de jacaré ao vender para ela lama do chiqueiro de Rabicó, dizendo ser milagrosa e capaz de deixar qualquer um bonito. Não demorou muito para Cuca descobrir a verdade e ficar revoltada com a trapaça. Muito brava, ela exige que Emília encontre um jeito de deixá-la bonita mesmo. |                  |                                        |                                    |                                                |
| 29 | 3                | "O Segredo da Emília"                  | Rodrigo Castilho e Humberto Avelar | 24 de agosto de 2013 19 de janeiro de 2014     |
| Quando Emília descobre, sem querer, um segredo da Dona Aranha, Narizinho e Pedrinho provocam a boneca dizendo que ela não consegue guardar segredos. Emília, então, decide que vai conseguir guardar aquele segredo a qualquer custo, mesmo que, para isto, tenha que enfrentar grandes perigos! Será que ela vai conseguir? |                  |                                        |                                    |                                                |
| 30 | 4                | "Um Sabugo Muito Estranho"             | Rodrigo Castilho e Humberto Avelar | 7 de setembro de 201326 de janeiro de 2014     |
| Uma poção da Cuca fez com que quase todos os moradores do Sítio do Picapau Amarelo virassem (imaginem só...) galinhas! Visconde, o único que não é atingido pela poção, tem que encontrar uma solução para o problema, antes que acabe se tornando a próxima refeição das aves! |                  |                                        |                                    |                                                |
| 31 | 5                | "A Batalha dos Piratas"                | Rodrigo Castilho e Humberto Avelar | 14 de setembro de 2013 2 de fevereiro de 2014  |
| Narizinho, Pedrinho e Emília visitam um navio pirata naufragado no Reino das Águas Claras. No entanto, as coisas não dão certo e Narizinho, Pedrinho, Emília, Visconde e o Rabicó acabam se envolvendo em uma perigosa batalha contra piratas fantasmas! |                  |                                        |                                    |                                                |
| 32 | 6                | "O Bobo da Corte"                      | Rodrigo Castilho e Humberto Avelar | 21 de setembro de 2013 9 de fevereiro de 2014  |
| Emília tem certeza de que vai ganhar o concurso que vai eleger o mais engraçado de todos pra ser o novo bobo da corte do Reino das Águas Claras. Mas o resultado do concurso não é exatamente o que a boneca esperava. |                  |                                        |                                    |                                                |
| 33 | 7                | "A Varinha de Condão"                  | Rodrigo Castilho e Humberto Avelar | 28 de setembro de 2013 16 de fevereiro de 2014 |
| Emília encontra uma varinha de condão e é convidada a participar de um curso para aprender a ser uma fada. Mas a boneca acha as aulas muito chatas, foge do curso, e sai por aí usando a varinha de condão do seu jeito! |                  |                                        |                                    |                                                |
| 34 | 8                | "Uma Visita para Narizinho"            | Rodrigo Castilho e Humberto Avelar | 5 de outubro de 2013 23 de fevereiro de 2014   |
| A neta de uma amiga de Dona Benta vai passar uns dias no Sítio. A menina convence Narizinho de que ela tem que se livrar de seus hábitos infantis e de seus brinquedos de criança, inclusive da sua boneca Emília. |                  |                                        |                                    |                                                |
| 35 | 9                | "O Futuro do Rabicó"                   | Rodrigo Castilho e Humberto Avelar | 19 de outubro de 2013 30 de fevereiro de 2014  |
| Príncipe Escamado visita o sítio e leva um objeto para lá de especial: um espelho mágico. O espelho não reflete a imagem de quem o olha no presente, mas seu próprio futuro! A turma fica bastante animada, menos Rabicó, coitado. O porco fica completamente desesperado ao ver que vai acabar dentro de uma panela com água fervente e legumes! |                  |                                        |                                    |                                                |
| 36 | 10               | "O Aniversário da Cuca"                | Rodrigo Castilho e Humberto Avelar | 26 de outubro de 2013 2 de março de 2014       |
| Cuca resolve fazer mais um de seus feitiços. Mas ele se vira contra a feiticeira, e a Cuca acaba voltando no tempo e virando um pequeno bebê indefeso. Os moradores do Sítio ficam sem saber o que fazer, e acabam abrigando a monstrinha, para impedir que algo de mal aconteça a ela! |                  |                                        |                                    |                                                |
| 37 | 11               | "A Serpente do Mar"                    | Rodrigo Castilho e Humberto Avelar | 2 de novembro de 2013 9 de março de 2014       |
| O Capitão dos Couraceiros precisa viajar, mas tem um pequeno problema: quem vai ficar responsável pela segurança de todo o Reino das Águas Claras durante sua ausência? O Capitão toma uma decisão e deixa essa enorme tarefa com o Pedrinho. O menino leva o trabalho muito a sério, mas é surpreendido quando Narizinho, Emília e Visconde aparecem por lá. Ele fica morrendo de medo de que os colegas do sítio façam muita bagunça, já que podem acabar acordando a terrível serpente do mar! |                  |                                        |                                    |                                                |
| 38 | 12               | "A Escola da Emília"                   | Rodrigo Castilho e Humberto Avelar | 9 de novembro de 2013 16 de março de 2014      |
| Tudo começa quando o professor da escola do Reino das Águas claras fica doente. Sem poder dar aulas, a boneca decide tomar seu posto, mas é claro que com as loucuras dela, isso não podia dar muito certo. Emília começa a ensinar aos alunos a ficarem um pouco mais como ela: questionadora e inconformada. O problema é que isso acaba colocando a própria boneca em um grande perigo. |                  |                                        |                                    |                                                |
| 39 | 13               | "A Máquina de Risadas"                 | Rodrigo Castilho e Humberto Avelar | 16 de novembro de 2013 23 de março de 2014     |
| Emília acordou com um mau humor terrível, chateando o sítio inteiro. Para resolver a situação, Narizinho, Pedrinho e o Visconde se reúnem e decidem inventar uma máquina pra fazer a boneca rir e deixá-la menos ranzinza. Mas o raio volta contra os próprios inventores, e a Cuca chega no sítio para piorar a situação. |                  |                                        |                                    |                                                |
| 40 | 14               | "O Protetor da Floresta"               | Rodrigo Castilho e Humberto Avelar | 23 de novembro de 2013 30 de março de 2014     |
| Pedrinho encontra um fotógrafo que está procurando pela flor da samambaia nos arredores do sítio. Como bom menino que é, ele decide ajudar o rapaz, convencendo o Saci a mostrar a flor. Pedrinho não sabe, porém, dos mistérios do lugar e acaba pondo a floresta inteira em perigo. |                  |                                        |                                    |                                                |
| 41 | 15               | "A Coragem do Rabicó"                  | Rodrigo Castilho e Humberto Avelar | 30 de novembro de 2013 6 de abril de 2014      |
| Rabicó joga uma moeda no poço encantado, querendo deixar de ser medroso. Sem querer, o porquinho acaba trocando de corpo com o Pedrinho. Agora ele vai ter que superar seus próprios medos para enfrentar as aventuras da vida do menino. |                  |                                        |                                    |                                                |
| 42 | 16               | "O Mistério do Reino das Águas Claras" | Rodrigo Castilho e Humberto Avelar | 7 de dezembro de 2013 13 de abril de 2014      |
| O Príncipe Escamado vai ser coroado o Rei dos Sete Mares. Para a cerimônia, um grandioso baile acontecerá no Reino de Águas Claras. Narizinho, Pedrinho, Emília e Visconde são convidados. No entanto, durante a festança, misteriosos crimes começam a assombrar o palácio e seus convidados. |                  |                                        |                                    |                                                |
| 43 | 17               | "A Cura da Emília"                     | Rodrigo Castilho e Humberto Avelar | 14 de dezembro de 2013 20 de abril de 2014     |
| Pedrinho e Narizinho estão doentes. Emília fica totalmente inconformada ao ver que eles estão recebendo todo o carinho e a atenção de Dona Benta e Tia Nastácia. Normalmente bonecas de pano não adoecem, mas a levada Emília decide que também quer ser um pouco paparicada. |                  |                                        |                                    |                                                |
| 44 | 18               | "A Fonte de Pirlimpimpim"              | Rodrigo Castilho e Humberto Avelar | 21 de dezembro de 2013 27 de abril de 2014     |
| As crianças percebem que o resto do pó de pirlimpimpim que eles possuem está secando. Com medo de perder seu transporte para todas as aventuras mágicas, Narizinho, Pedrinho e Emília decidem fazer uma longa viagem à fonte de pirlimpimpim para buscar mais. Porém, ao chegarem lá, descobrem que a própria fonte de pirlimpimpim também secou. |                  |                                        |                                    |                                                |
| 45 | 19               | "O Dia Perfeito"                       | Rodrigo Castilho e Humberto Avelar | 28 de dezembro de 2013 4 de maio de 2014       |
| Emília descobre que todo mundo no sítio vai envelhecer. Ela fica muito chateada porque todos vão mudar, menos ela, que é feita de pano. Ela começa a procurar uma maneira para fazer com que o tempo pare, para que nada nunca mude e tudo continue para sempre do mesmo jeito. |                  |                                        |                                    |                                                |
| 46 | 20               | "O Clone do Visconde"                  | Rodrigo Castilho e Humberto Avelar | 4 de janeiro de 2014 11 de maio de 2014        |
| Visconde, ávido por conhecimento como sempre, está cheio de coisas pra fazer, mas não está dando conta de tudo. Para resolver esse problema, ele decide criar uma máquina capaz de fazer um clone de si mesmo. O problema é que a cópia se revolta e decide assumir o lugar do Visconde original. |                  |                                        |                                    |                                                |
| 47 | 21               | "A Festa de São João"                  | Rodrigo Castilho e Humberto Avelar | 11 de janeiro de 2014 18 de maio de 2014       |
| Todo ano, o sítio conta com uma festa de São João bem especial, organizada por Tia Nastácia e Tio Barnabé. Só que desta vez, durante os preparativos, os dois acabam brigando e resolvendo fazer duas festas separadas - e ainda prolongam a discussão quando começam a disputar para ver qual das duas festas é a melhor. |                  |                                        |                                    |                                                |
| 48 | 22               | "O Melhor Lugar do Mundo"              | Rodrigo Castilho e Humberto Avelar | 18 de janeiro de 2014 25 de maio de 2014       |
| Vários sacis visitam o Sítio do Picapau Amarelo. Eles se encantam com a beleza do local, com as diversões dos meninos e as delícias de Tia Nastácia, e acabam gostando tanto do lugar que decidem que não querem ir embora nunca mais. E morar lá para sempre pode se tornar um grande problema para Emília, Visconde, Pedrinho e Narizinho. |                  |                                        |                                    |                                                |
| 49 | 23               | "A Família do Visconde"                | Rodrigo Castilho e Humberto Avelar | 25 de janeiro de 2014 1 de junho de 2014       |
| Visconde começa a se sentir muito diferente de todo mundo no Sítio. Ele é o único sabugo de milho, e não tem uma família nem histórias de infância, como todos os outros. Emília, que é de pano, também não tem familiares, mas diferente do sabugo, ela pensa que é gente. Para deixar o Visconde um pouco mais alegre, a habilidosa Tia Nastácia resolve fazer uma família inteirinha de sabugos de milho iguais a ele.                                                                         |                  |                                        |                                    |                                                |
| 50 | 24               | "Os Borboletogramas da Emília"         | Rodrigo Castilho e Humberto Avelar | 1 de fevereiro de 2014 8 de junho de 2014      |
| Emília sempre tem que ir atrás das pessoas no sítio para passar recados da Narizinho, do Pedrinho, Dona Benta, Tia Nastácia, Visconde... um dia ela fica cansada de andar de um lado para o outro e decide que deve criar uma maneira mais eficaz de comunicação. Assim, a boneca inventa um novo jeito de transmitir mensagens: os borboletogramas, telegramas carregados por belas borboletas.                                                                                                  |                  |                                        |                                    |                                                |
| 51 | 25               | "A Namorada do Saci"                   | Rodrigo Castilho e Humberto Avelar | 8 de fevereiro de 2014 15 de junho de 2014     |
| Narizinho, Pedrinho e Emília decidem ajudar o Saci a conquistar o amor de uma garota misteriosa. No entanto, quando a verdadeira identidade da menina é revelada, eles descobrem que podem ter colocado toda a Terra em perigo. |                  |                                        |                                    |                                                |
| 52 | 26               | "O Rapto do Príncipe Escamado"         | Rodrigo Castilho e Humberto Avelar | 15 de fevereiro de 2014 22 de junho de 2014    |
| O Príncipe Escamado sumiu! O que será que aconteceu com ele? A turma do Sítio consegue desvendar o mistério depois de viajar para o futuro do Reino das Águas Claras. Nesse futuro, eles descobrem que o Príncipe Escamado foi raptado por terríveis piranhas! Agora, para conseguir salvá-lo, todos eles precisam voltar ao passado e impedir que o rapto aconteça. |                  |                                        |                                    |                                                |